# 保罗·阿扎尔
保罗·阿扎尔（法語：Paul Gustave Marie Camille Hazard，法語：[azaʁ]，1878年4月30日—1944年4月13日）是一位法国历史学家，北部省诺尔佩讷人，专攻思想史，主要作品有《欧洲思想的危机》（La Crise de la conscience européenne）等。